# Карельский научный центр РАН

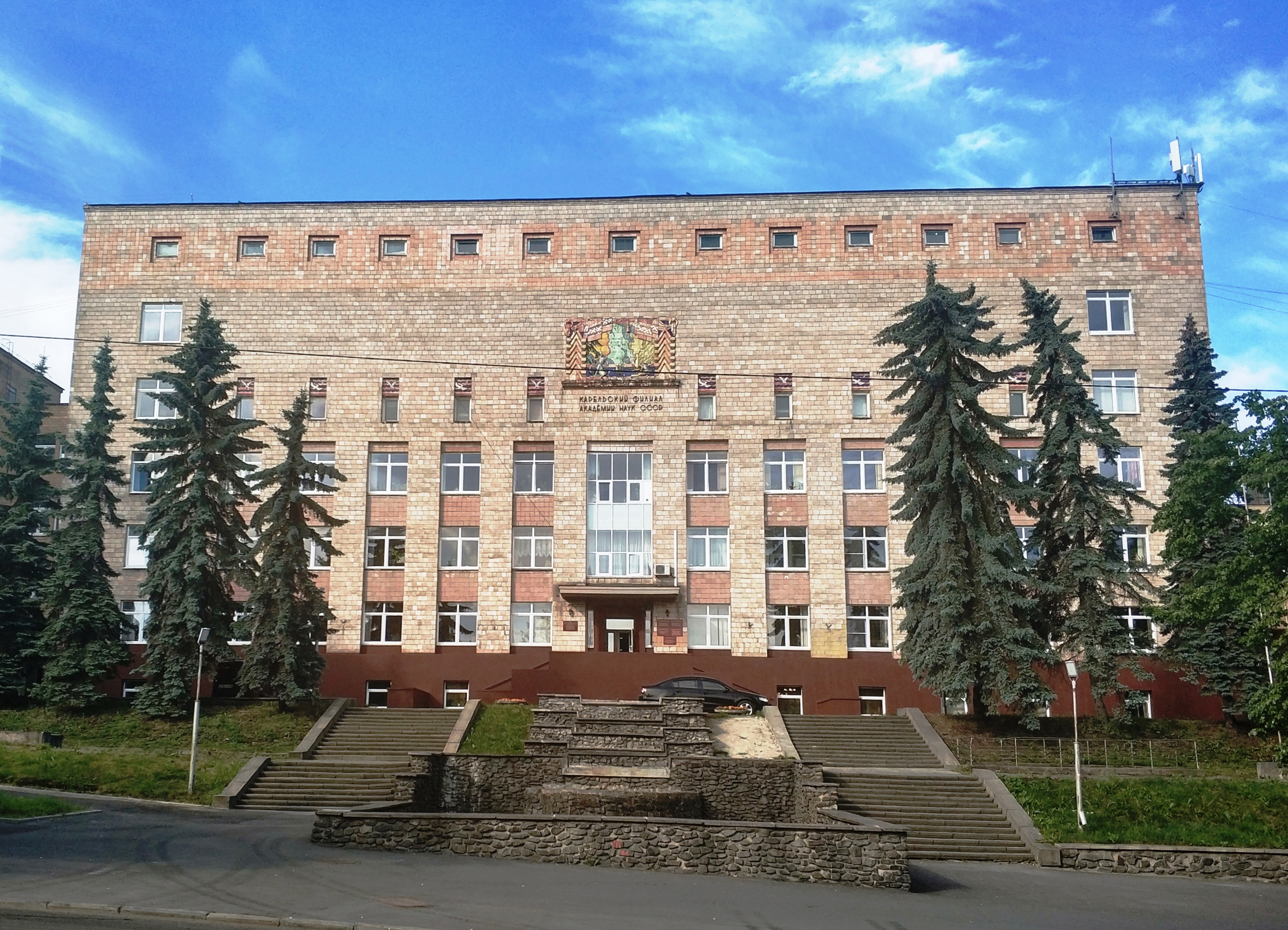

Каре́льский нау́чный центр РАН (КарНЦ РАН) — федеральное государственное бюджетное учреждение Карельский научный центр Российской академии наук в городе Петрозаводск. Основан в 1946 году. В его составе к началу 2023 года работало 729 человек, в том числе 6 член-корреспондентов РАН, 58 докторов наук и 219 кандидатов наук.
Основные задачи КарНЦ РАН:
- организация и проведение фундаментальных и прикладных научных исследований по государственным, академическим и региональным программам, а также по поручению отделений РАН и по поисковым темам;
- координация научно-исследовательских работ, проводимых организациями КарНЦ РАН, вузами и другими научными организациями и учреждениями министерств и ведомств, действующими в регионе;
- организация международного научного сотрудничества;
- подготовка высококвалифицированных научных кадров;
- выпуск собственной печатной продукции (монографий, сборников научных статей, оперативных материалов, научно-популярных книг, брошюр и др.).

## История
Перечень основных преобразований КарНЦ РАН:
- 1930 г. — основан комплексный Карельский научно-исследовательский институт (КНИИ)
- 1937 г. — реорганизован в Карельский научно- исследовательский институт культуры (КНИИК)
- 1946 г. — основана Карело-Финская научно-исследовательская база АН СССР с научными и общими подразделениями
- 1949 г. — база переименована в Карело-Финский филиал АН СССР
- 1956 г. — филиал переименован в Карельский филиал АН СССР
- 1963 г. — Карельский филиал расформирован, подразделения переданы в состав министерств и ведомств
- 1967 г. — Карельский филиал АН СССР восстановлен в составе шести научных учреждений
- 1990 г. — Карельский филиал преобразован в Карельский научный центр Академии наук СССР
- 1991 г. — преобразован в Карельский научный центр Российской академии наук
- 2007 г. — переименован в Учреждение Российской академии наук Карельский научный центр Российской академии наук
- 2011 г. — переименован в Федеральное государственное бюджетное учреждение науки Карельский научный центр Российской академии наук
- 2014 г. — переименован в Федеральное государственное бюджетное учреждение Карельский научный центр Российской академии наук

### Карельский научно-исследовательский институт
24 сентября 1930 года было принято постановление СНК Автономной Карельской ССР «Об организации Карельского научно-исследовательского (комплексного) института — КНИИ». Деятельность КНИИ началась в 1931 г., директором был назначен Э. А. Гюллинг (заместитель директора — С. А. Макарьев).
В составе КНИИ были организованы 6 структурных подразделений:
1. лесного хозяйства и лесной промышленности
2. естественно-производительных сил
3. сельского хозяйства
4. социально-экономическая
5. историко-революционная
6. этнографо-лингвистическая

в последующем данные структуры укреплялись и расширялись, в состав КНИИ вошли государственный лесной заповедник «Кивач», Петрозаводская и Лоухская болотная станции.
В первый год деятельности КНИИ было организовано 19 экспедиций и полевых выездов. Проводилась систематическая собирательная работа, позволившая выявить и сохранить ценнейшие полевые материалы, обогатить базу для научных исследований.
Первая научная сессия КНИИ состоялась в апреле 1932 года, на ней было заслушано более 40 докладов.
Одной из главных проблем института являлась проблема нехватки кадров, для работы требовались люди, имеющие необходимые знания и опыт. Широко практиковалось привлечение учёных из Ленинграда и Москвы. Был образован президиум КНИИ в составе 93 человек, в состав которого вошли крупнейшие учёные СССР — Н. Я. Марр, И. И. Мещанинов, А. Е. Ферсман, Н. М. Дружинин, М. К. Азадовский, Д. В. Бубрих, А. Я. Брюсов, В. И. Равдоникас и другие.
В июне 1935 года бюро областного комитета ВКП(б) подвергло критике деятельность КНИИ, после чего последовали массовые увольнения учёных института.

### Карельский научно-исследовательский институт культуры
11 января 1937 года принято постановление о преобразовании КНИИ в Карельский научно-исследовательский институт культуры (КНИИК) за которым сохранялось только гуманитарное направление. Проводится дальнейшее сокращение штата и структурных подразделений. Подразделения естественно-научного и технико-экономического профилей были переданы в соответствующие наркоматы и ведомства, остальные частично или вовсе ликвидированы.
Теперь в институте изучали историю Карелии, её культуру, язык и поэтическое народное творчество (русский и карельский фольклор).
В 1937—1938 годах политические репрессии по отношению к сотрудникам института усилились, продолжились увольнения. По ложному обвинению в организации в институте шпионско-повстанческой националистической организации были арестованы и расстреляны заместитель директора института С. А. Макарьев, ведущие специалисты Э. А. Хаапалайнен, Н. В. Хрисанфов, Н. Н. Виноградов, заведующая библиотекой Е. П. Ошевенская.
В 1940 году образовалась Карело-Финская республика и было заявлено, что необходимо преобразование КНИИКа в республиканский филиал АН СССР, но реализации этих планов помешала Великая Отечественная война. Во время войны архив института эвакуировали в глубь страны, а КНИИК эвакуировали в город Сыктывкар (Коми АССР), там в 1942 году институт временно прекратил свою деятельность, но возобновил её в 1943 году. Летом 1944 года, после освобождения Петрозаводска, КНИИК вернули обратно.
В 1945 году снова задумались о преобразовании, первым шагом было преобразование КНИИКа в Институт истории языка и литературы (Институт ИЯЛ), состоящий из трёх секторов (отделов): истории, языкознания, литературы и народного творчества. Институт ИЯЛ включили в Карело-Финскую научно-исследовательскую базу АН СССР.

### Карело-Финская научно-исследовательская база АН СССР
31 января 1946 году вышло постановление об организации Карело-Финской научно-исследовательской базы АН СССР. Структура базы включала следующие подразделения (сектора): геологии, гидрологии и водного хозяйства, почвенно-ботанический, зоологический, промышленно-экономический, лабораторию лесохимии, Институт ИЯЛ; лесной заповедник «Кивачский»; научную библиотеку и фотолабораторию. Директором назначен А. А. Полканов (1946—1947), но в 1947 году по состоянию здоровья оставил данную должность, и новым директором стал И. И. Горский (1947—1952). В 1948 году промышленно-экономический сектор был реорганизован в сектор экономики и лабораторию нерудного сырья, также создана лаборатория леса и на следующий год реорганизована в сектор леса. Позднее были организованы лаборатории паразитологии и животноводства и Беломорская биологическая станция.

### Карело-Финский (Карельский) филиал АН СССР
6 октября 1949 года Карело-Финская научно-исследовательская база АН СССР была реорганизована в Карело-Финский филиал АН СССР. В 1952 году председателем президиума становится И. И. Сюкияйнен (1952—1957).
Ведётся изучение полезных ископаемых, водных и энергетических ресурсов, экономических проблем, лесного хозяйства и лесной промышленности; разрабатываются методы оптимального использования лесосечных отходов, рыбных богатств внутренних водоёмов и Белого моря; продолжается изучение истории, литературы и народного творчества Карелии. В 1949—1951 годах проходит основная часть комплексной экспедиции по изучению производительных сил и перспектив развития районов западной Карелии.
В 1951 году появились два новых отдела: экономики и болотоведения (с экспериментальной базой). В 1953 году был создан Институт биологии, отделы гидрологии и энергетики.
В 1953 году Карело-Финский филиал АН СССР имел следующую структуру: сектор геологии; сектор гидрологии и водного хозяйства; сектор леса; сектор экономики; «Кивачский» заповедник; издательский сектор; научную библиотеку; архив; кабинет картографии; фотолабораторию, институты ИЯЛ и биологии.

### Карельский филиал АН СССР
В 1956 году, в связи с превращением республики из союзной в автономную, Карело-Финский филиал АН СССР переименован в Карельский филиал АН СССР. После И. И. Сюкияйнена председателем президиума стал В. С. Слодкевич (1957—1960), затем, непродолжительное время пост председателя Президиума занимал В. П. Дадыкин (1960—1962), после него председателем был В. И. Ермаков (1962—1964, 1967).
В 1957 году появляется Институт леса и Беломорская биологическая станция при Институте Биологии, а в 1961 — Институт геологии и Музей докембрийской геологии..
21 ноября 1963 года вышло распоряжение Президиума АН СССР «О мероприятиях в связи с прекращением деятельности Башкирского, Карельского и Казанского филиалов АН СССР». Как следствие, с 1 января 1964 года Карельский филиал АН СССР прекратил свою деятельность. В составе Академии наук остался только институт ИЯЛ, в его подчинение перешли научные библиотека, архив и картографическое бюро. Институт биологии переводится на самостоятельный баланс с непосредственным подчинением ПетрГУ. Институт леса переименовывается в Карельский институт леса и переходит в подчинение Государственному комитету по лесной, целлюлозно-бумажной, деревообрабатывающей промышленности и лесному хозяйству при Госплане СССР, а Институт геологии в подчинение Министерству геологии СССР.
18 февраля 1967 года Совет Министров СССР принял Постановление «О восстановлении Карельского филиала АН СССР». Происходит воссоздание Карельского филиала АН СССР состоящего из институтов геологии, леса, биологии, ИЯЛ, отделов гидрологии и водного хозяйства, экономики. Карельский филиал АН СССР возобновил свою деятельность и успешно развивался, опираясь на прежний опыт. После восстановления председателем Президиума был Н. И. Пьявченко (1967—1976). После Н. И. Пьявченко к руководству Карельским филиалом АН СССР приходят учёные, работавшие в филиале. Первым стал В. А. Соколов (1976—1986), вторым был И. М. Нестеренко (1987—1991).

### Карельский научный центр РАН
В 1990 году произошло преобразование Карельского филиала АН СССР в Карельский научный центр АН СССР, а в 1991 — переименование в Карельский научный центр РАН. Новым председателем Президиума стал А. Ф. Титов (1991 — наст. время).
В 1991 году был создан Институт водных проблем Севера на базе Отдела водных проблем. Начинается переход институтов на юридическую и финансовую самостоятельность. В 1993 году её обрели институты геологии, водных проблем Севера, леса, Отдел математики и анализа данных, в 1997 году Институт биологии и в 1998 — институты ИЯЛ и экономики.
Появились отделы: редакционно-издательский (РИО), финансово-экономический (ФЭО), административно-хозяйственный, ремонтно-строительный, группа программистов. В 1996 году на базе Отдела экономики создан Институт экономики.
В 1999 году Отдел математики и анализа данных был реорганизован в Институт прикладных математических исследований. Таким образом, процесс преобразования отделов КарНЦ РАН в институты и их переход на юридическую самостоятельность завершился.
Происходило сокращение и старение кадров, снижение социальной защищённости учёных и престижа науки в обществе. Также сказывалось недостаточное финансирование науки в России. Велись поиски дополнительного финансирования: грантов, хозяйственных договоров и др.
В КарНЦ РАН увеличилось число междисциплинарных комплексных программ и проектов, расширилось партнёрство с различными организациями и учреждениями Карелии, России и зарубежных стран. Удалось улучшить условия работы ряда вспомогательных служб и подразделений.
Главным итогом последнего десятилетия XX в. можно считать то, что, несмотря на все трудности, выпавшие на долю академической науки, КарНЦ РАН сохранил свой основной кадровый и научный потенциал, постепенно адаптировался к новым условиям, не допустив резкого снижения объёма и качества научной продукции, и создал серьёзные предпосылки для нормального развития в будущем. Главной проблемой оставалось финансирование, которое в основном осуществлялось за счёт средств федерального бюджета, но этих средств явно не хватало для нормального функционирования. Приходилось постоянно искать дополнительные источники.

## Органы управление КарНЦ РАН

### Общее собрание
Высшим органом управления КарНЦ РАН является его Общее собрание, председателем которого является председатель Президиума КарНЦ РАН.
Основные функции и задачи общего собрания:
- рассматривает и принимает Устав КарНЦ РАН, изменения и дополнения к Уставу
- планирует концепцию развития КарНЦ РАН
- ежегодно заслушивает и утверждает отчёт о работе КарНЦ РАН
- избирает председателя Президиума КарНЦ РАН, его заместителей, главного учёного секретаря, членов Президиума КарНЦ РАН и представляет их Президиуму РАН на утверждение[27].

### Президиум КарНЦ РАН
Президиум КарНЦ РАН руководит оперативной работой, в его состав входят: председатель, заместители, главный учёный секретарь и ведущие учёные КарНЦ РАН (избранные Общим собранием КарНЦ РАН). Состав Президиума КарНЦ РАН утверждается Президиумом РАН сроком на пять лет.
Некоторые функции Президиума КарНЦ РАН:
- осуществляет координацию научно-исследовательских работ внутри КарНЦ РАН и с другими научными и производственными организациями, а также вузами, организует их взаимодействие;
- обеспечивает эффективное функционирование всех подразделений и структур, объединённых единой научно-вспомогательной инфраструктурой;
- формирует комплексные региональные программы и проекты НИР, утверждает их руководителей и координаторов, контролирует использование выделенных средств и оценивает результаты завершённых работ;
- рассматривает основные направления фундаментальных исследований научных организаций (институтов) КарНЦ РАН;
- содействует практическому использованию завершённых разработок, изобретений и результатов НИР КарНЦ РАН;
- проводит научные экспертизы и консультации в соответствии с профилем своих институтов;
- руководит подготовкой научных кадров через докторантуру, аспирантуру, соискательство и научные стажировки;
- содействует укреплению и развитию международных научных связей;
- организует издательскую деятельность, а также строительство, капремонт, реконструкцию производственных зданий[29].

### Председатель Президиума КарНЦ РАН
Выступает в роли главного организатора работ Президиума и КарНЦ РАН.
Некоторые функции председателя Президиума:
— контролирует распределение бюджетных ассигнований и кредитов;
— несёт персональную ответственность за состояние дел, отчитывается перед Президиумом РАН и Общим собранием КарНЦ РАН;
— выполняет представительские функции в РАН, органах власти и государственных учреждениях, общественных и международных организациях;
— утверждает (по согласованию с отделениями РАН) планы НИР институтов КарНЦ РАН и сметы их расходов;
— руководит работой аппарата Президиума;
— председательствует на общих собраниях КарНЦ РАН.

### Совет директоров КарНЦ РАН
Совет директоров КарНЦ РАН — совещательный орган, который рассматривает и вырабатывает оперативные рекомендации по научно-организационным и административно-хозяйственным вопросам. Совет директоров КарНЦ РАН был образован в 1990-е годы. В его состав входят: заместитель председателя Президиума по общим вопросам и директора всех институтов КарНЦ РАН. Совет директоров даёт возможность руководителям институтов КарНЦ РАН непосредственно участвовать в обсуждении назревших вопросов внутренней жизни и сообща решать их. Рекомендации Совета директоров обычно учитываются при принятии соответствующих управленческих решений.

## Вспомогательные службы и подразделения
В составе КарНЦ РАН, кроме НИИ, имеются научно вспомогательные подразделения, призванные обеспечивать их нормальную деятельность. Перечень этих подразделений и численность и работников утверждаются Президиумом РАН. Перечень и структуру производственных подразделений в составе КарнЦ РАН утверждает Президиум КарНЦ РАН.

### Научная библиотека КарНЦ РАН

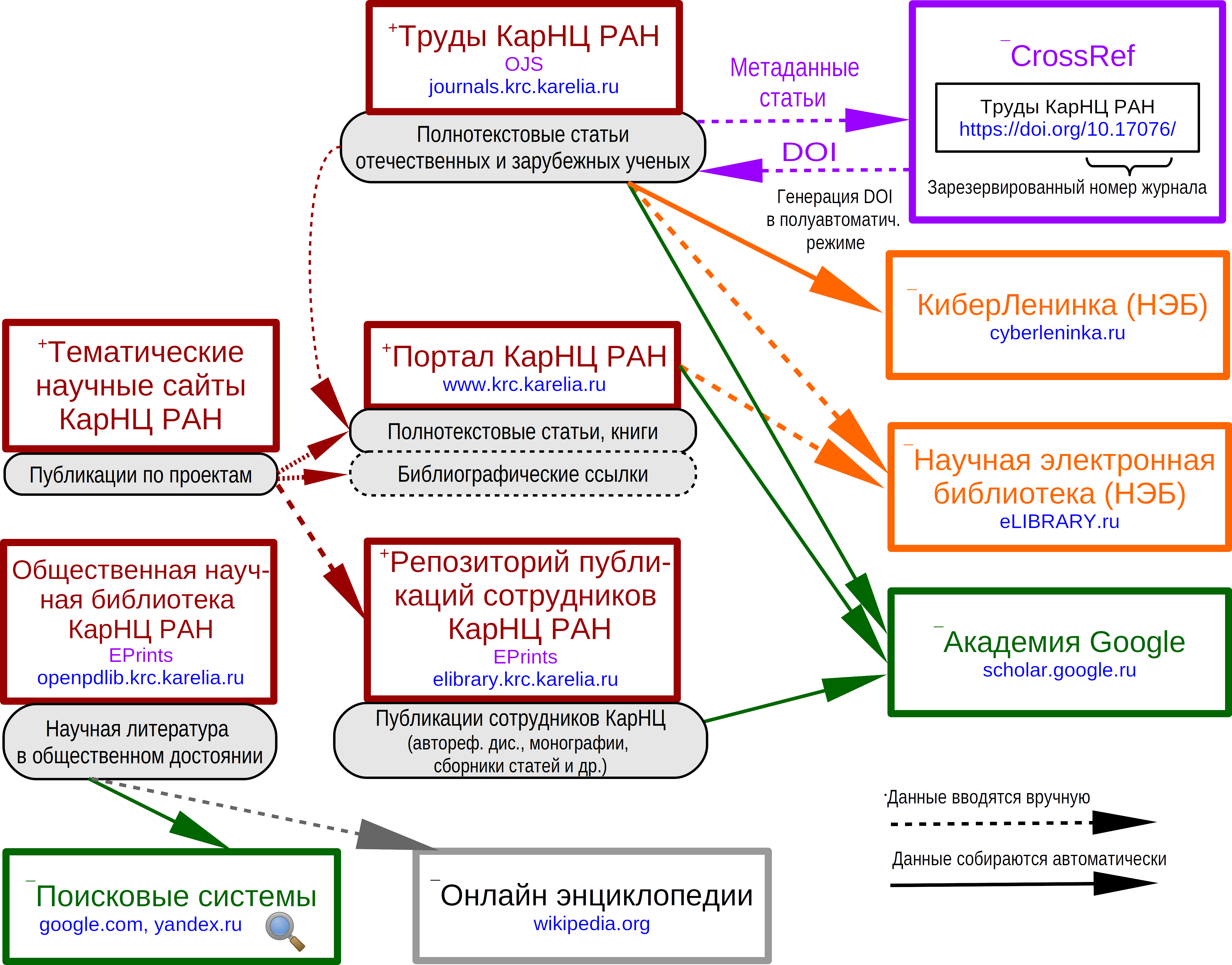
Распространение и долговременное хранение научной информации в сети электронных ресурсов КарНЦ РАН, 2016

Библиотека создана в 1946 году для обслуживания учёных Карело-Финской научно-исследовательской базы АН СССР. Первой её заведующей была С. П. Гуйма (1946—1953). Затем около 19 лет библиотекой руководила В. Н. Яковлева (1953—1972). В 1970-х годах, когда создавалась Библиотека естественных наук (БЕН), научная библиотека КарНЦ РАН тоже вошла в централизованную библиотечную систему БЕН АН СССР. Многие годы (1972—1992) научной библиотекой Карельского филиала заведовала О. Г. Сацук. Основным приоритетом библиотеки было максимально полное обеспечение учёных научной информацией из-за рубежа. Международный книжный обмен вели через Библиотеку АН СССР (БАН). В 1970-х годах появилась возможность войти в систему Междугородного библиотечного абонемента (МБА) для заказа литературы из других библиотек. Проводились систематические выставки новых поступлений, облегчавшие и ускорявшие доступ сотрудников к ним. Все крупные научные конференции, симпозиумы, семинары сопровождались выставками литературы. С 1954 года начал вестись каталог изданий сотрудников КарНЦ РАН.
В 1995 году началась компьютеризация библиотеки, на базе компьютерных технологий создан электронный каталог. Электронный каталог содержит информацию о книгах и других видах документов на русском и иностранных языках, находящихся в фонде Научной библиотеки Карельского научного центра. Библиографические записи создаются в соответствии с форматом RUSMARC.
Электронный каталог включает в себя следующие базы:
- Каталог статей (с 2003) — библиографические записи на статьи из сборников, журналов и газет, поступивших в библиотеку с 2003 года(частично, за предыдущие годы)
- Труды сотрудников КарНЦ РАН (с 1987) — содержит библиографические записи на публикации сотрудников КарНЦ РАН, имеющиеся в Научной библиотеке
- Авторефераты диссертаций — авторефераты кандидатских и докторских диссертаций, поступившие в фонд Научной библиотеки;
- Краеведческий каталог (с 1987)
- Статьи из журналов с 2003 года (заказ по ЭДД) — библиографические записи на статьи из журналов с 2003 года, отсутствующих в фонде Научной библиотеки КарНЦ РАН
- Журналы (с 1996) База содержит библиографические записи и сведения о наличии журналов на русском языке с 1996 года.

Когда появился Интернет и стало возможно использовать электронную информацию БЕН РАН, библиотеки сети БЕН РАН получили доступ к полнотекстовым журналам зарубежных издательств — Elsevier, Springer, Kluwer, Blackwel, Academic Press и др. Научная библиотека КарНЦ РАН воспользовалась такой возможностью и подключилась к Научной электронной библиотеке. Сотрудники КарНЦ РАН смогли получать статьи из изданий в электронном виде. В рамках программы «Электронная доставка документов» библиотека позволяет своим читателям получать копии статей из изданий других библиотечных фондов Карелии и России.
Для хранения и доступа к публикациям сотрудников КарНЦ в 2014 году введён в строй «Репозиторий КарНЦ РАН». Репозиторий построен на основе системы EPrints и доступен онлайн.

### Научный архив КарНЦ РАН

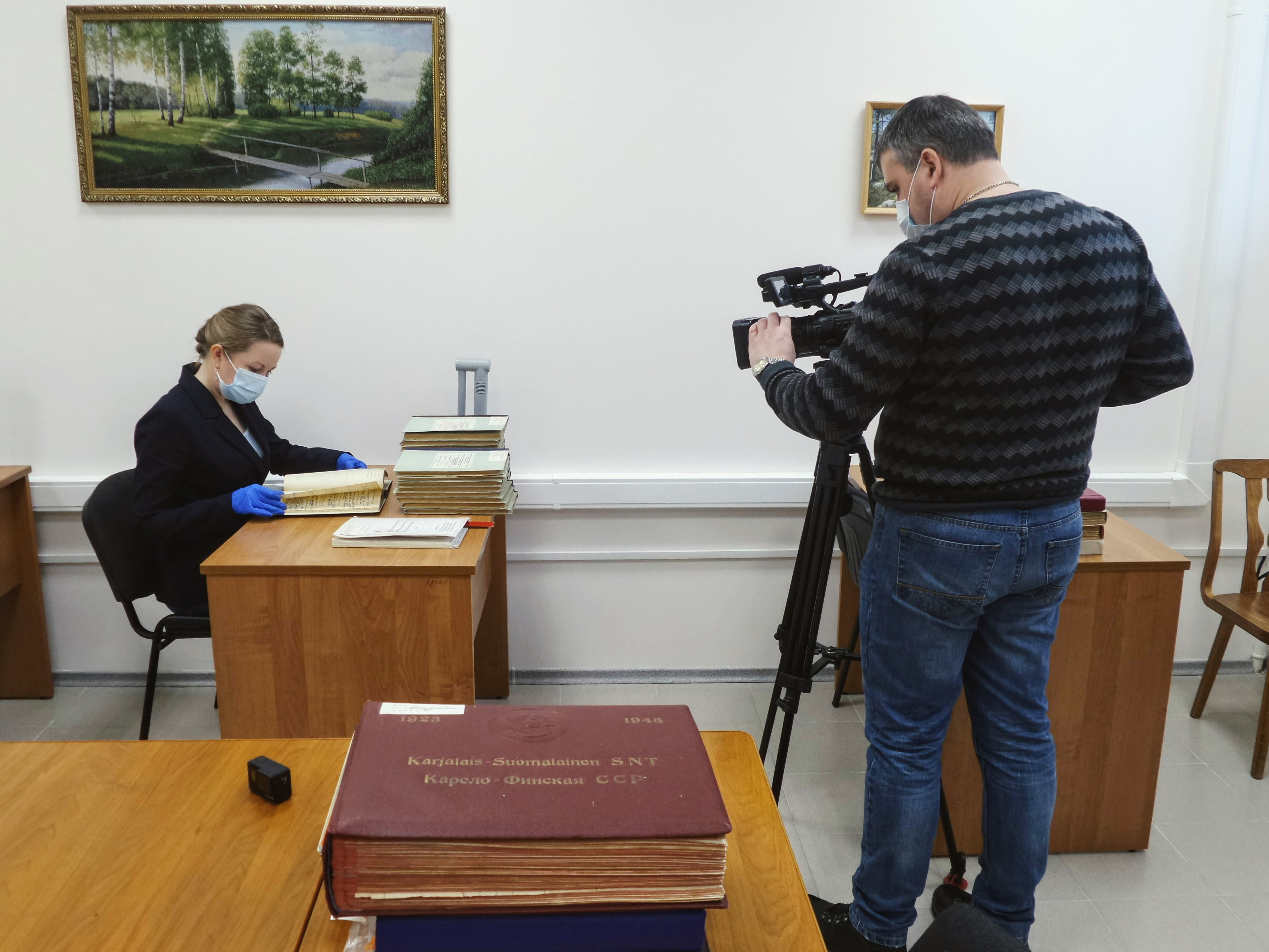
Сотрудник научного центра работает с материалами архива. Репортаж для канала ГТРК «Карелия», 2021.

Формирование архива началось в 1931 году ещё в КНИИ, а после его реорганизации в КНИИКе. Архив состоял из документов общего делопроизводства и научных материалов по всем направлениям исследований института. В него передавались и научные материалы экспедиций, проводимых с 1927 гого на территории Карелии вузами Москвы и Ленинграда. Президиум АН СССР в своём постановлении предложил с 1952 года выделить научный архив как научно-вспомогательное подразделение со своим штатом. Значительная часть документации — научная, которая отражает основные направления развития науки в Карелии и деятельность учреждений КарНЦ РАН. Коллекция архива содержит фольклорные записи русского и финно-угорских народов (карельского, финского, саамского), которые являются достоянием Карелии, а также коллекции рукописных документов XV—XIX веков (купчие, докладные, акты, грамоты и др.), отражающие социально-экономические отношения, быт крестьян и поморов, историю монастырей. В настоящее время научный архив продолжает наращивать свои фонды, ведёт их систематизацию, содействует их использованию в НИР институтов и подразделений КарНЦ РАН.

#### Электронная библиотека рукописных документов XV—XIX веков
Во всем мире активно разрабатываются электронные библиотеки, содержащие самый разнообразный контент (научные публикации, нормативно-справочные документы, архивные документы и т. п.).
На основе научного архива КарНЦ в 2013 года был запущен проект, посвящённый сохранению и изучению культурно-исторического наследия народов русского Севера. Главной целью является обеспечение сохранности оригиналов рукописных документов XV—XIX веков, организация широкого доступа к ним исследователей (посредством сети Интернет), перевод документов в электронный формат, создание электронного фонда пользования, а также введение в научный оборот комплекса документов по истории указанного периода, ранее историками не использовавшегося и не известного широкой общественности. В процессе реализации проекта было проведено научное описание и сканирование рукописных архивных документов, включая перевод названий со старославянского языка на современный русский язык и составление их кратких описаний, создание электронного архива, включающего цифровое хранилище отсканированных документов и систему их поиска.
Для создания репозитория научного архива КарНЦ РАН использована система EPrints. Система позволяет создавать и сопровождать репозитории с требуемой структурой и набором метаданных для хранения коллекций электронных документов, обеспечивает готовый инструментарий для наполнения репозитория, а также контроль доступа к его содержимому. Оригинальная версия системы реализует англоязычный пользовательский интерфейс, но даёт возможность произвольного расширения языкового множества интерфейсов, поэтому был разработан пакет дополнения к системе EPrints для добавления русского языка.
Электронная библиотека рукописных документов XV—XIX вв. доступна онлайн. Электронные копии документов доступны для зарегистрированных пользователей, регистрация бесплатна.

### Редакционно-издательский отдел

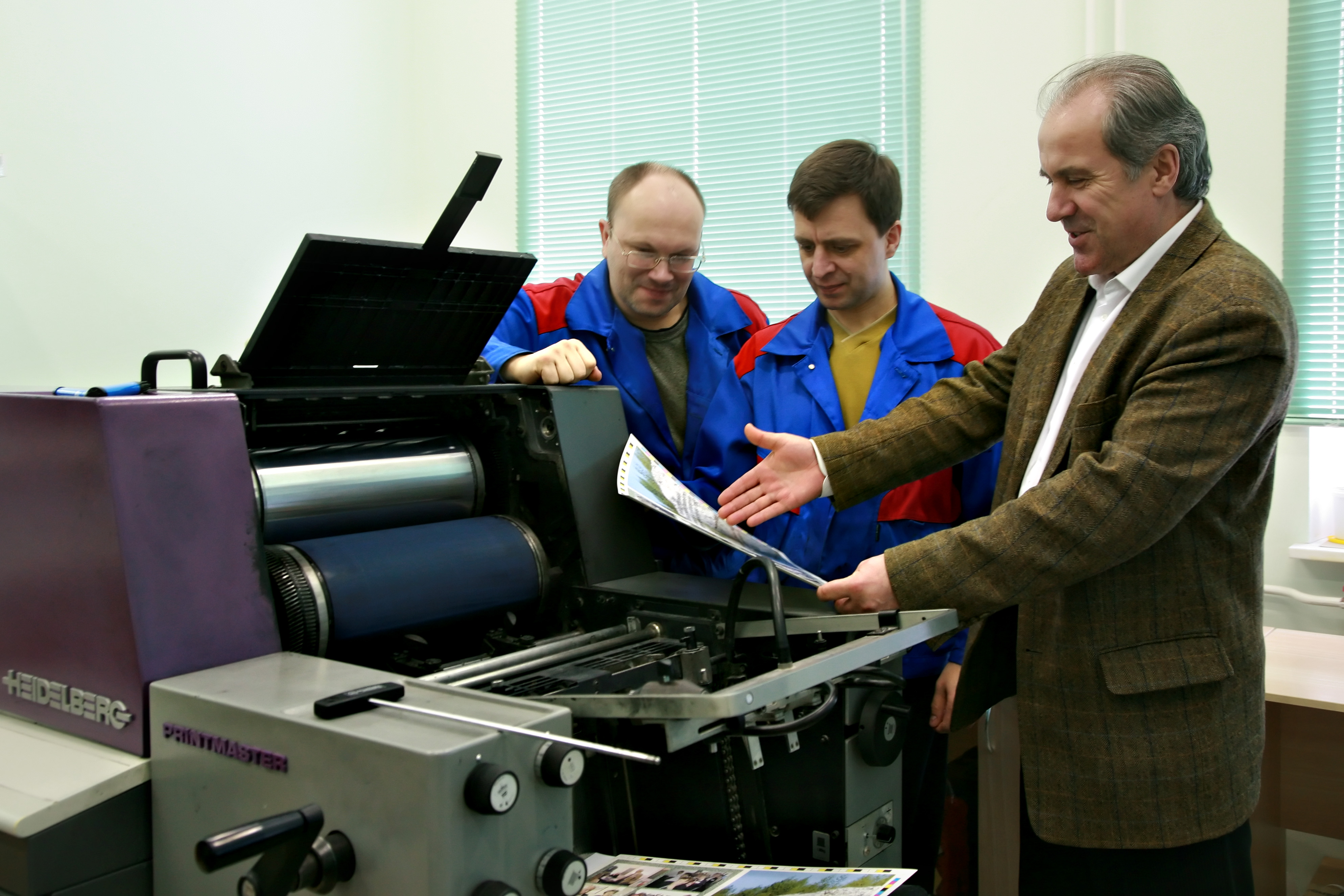
Редакционно-издательский отдел КарНЦ РАН, руководитель РИО Селезнёв Александр Евгеньевич, 2008 год

Издательский сектор создаётся в 1948 году с целью активизировать издательскую деятельность. Первым его заведующим стал С. С. Шлеймович. В 1968 году в связи с значительным увеличением объёма изданий Карельского филиала АН СССР, издательский сектор преобразован в редакционно-издательский отдел (РИО). В 1971 году РИО получил право самостоятельно издавать труды Карельского филиала. В 1973 году организован участок оперативной полиграфии, позволивший публиковать сборники и монографии, минуя книжные издательства. Значительно увеличился выпуск малотиражных изданий (оперативных материалов по результатам исследований; препринтов докладов и тезисов докладов научных конференций и симпозиумов и др). В 1992 году редакционно-издательский отдел и участок оперативной полиграфии объединились в одно подразделение. Это повысило эффективность работы. Заметно сократился срок от поступления рукописи в отдел до выпуска готовой продукции, оптимизировался весь издательский процесс.
Новый этап в развитии РИО начался в 1990-х годах, связан он с компьютеризацией. Появилось новое техническое оснащение редакторской группы. Подготовка оригинал-макета была компьютеризирована. Модернизация печатного производства позволила существенно повысить качество печатной продукции, увеличить её объём и оперативности. В настоящее время РИО осуществляет полный цикл работ по изданию книг. Основная забота РИО заключается в том, чтобы его издания отвечали современным требованиям.

### Патентный отдел
Создан в 1976 году в связи с потребностью использовать при решении практических задач в Карелии накопленный научный потенциал. Высокий уровень практических (прикладных) разработок вызвал необходимость их правовой охраны. Первым руководителем отдела была Г. Б. Лаврененко. Патентный отдел координирует патентно-лицензионную работу в институтах КарНЦ РАН, организует правовое, информационное и инструктивно-методическое обеспечение проведения НИР. Патентный отдел осуществляет патентно-информационное обеспечение научных исследований и разработок, принимает непосредственное участие в проведении патентных исследований по научной тематике, включая поиск, отбор, систематизацию патентной документации, оценку технического уровня объекта НИР, анализ результатов патентных исследований. Создана база данных по изобретениям, нашедшим практическое использование в промышленности, сельском и лесном хозяйствах и при проведении фундаментальных научных исследований. Совместно с научными подразделениями патентный отдел организует рекламу изобретений, в том числе их подготовку для экспонирования на выставках и ярмарках.

## Институты
В состав Карельского научного центра РАН входят следующие академические институты:
- Институт языка, литературы и истории (1930)
- Институт биологии (1953)
- Институт леса (1957)
- Институт геологии (1961)
- Институт водных проблем Севера (1991)
- Институт экономики (1996)
- Институт прикладных математических исследований (1999)

## Руководители
Руководитель научного центра изначально назывался «председатель президиума». С 2021 года центром руководит «генеральный директор».
Руководители:
- А. А. Полканов (1946—1947)
- И. И. Горский (1947—1952)
- И. И. Сюкияйнен (1952—1957)
- В. С. Слодкевич (1957—1960)
- В. П. Дадыкин (1960—1962)
- В. И. Ермаков (1962—1964, 1967)
- Н. И. Пьявченко (1967—1976)
- В. А. Соколов (1976—1986)
- И. М. Нестеренко (1986—1991)
- А. Ф. Титов (1991—2017)
- О. Н. Бахмет (с 2017 года)